# Kun Bertalan (püspök)

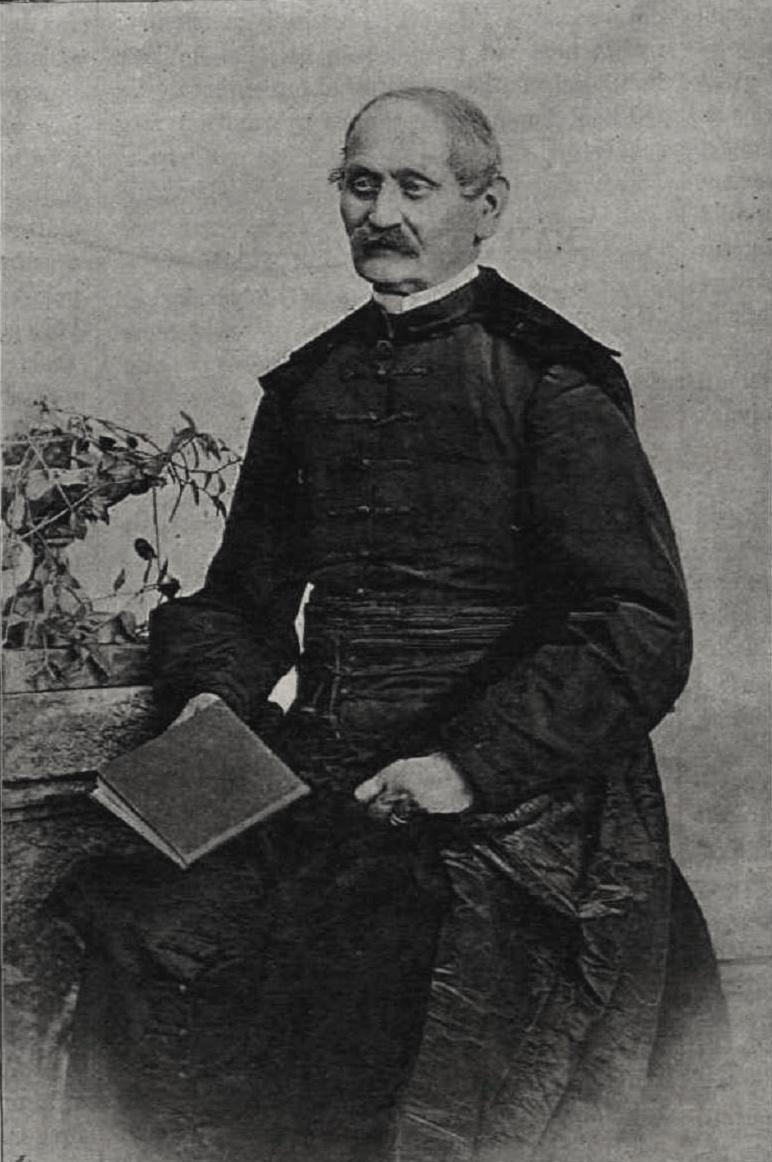
Püspökségének 25. évfordulójára készült kép

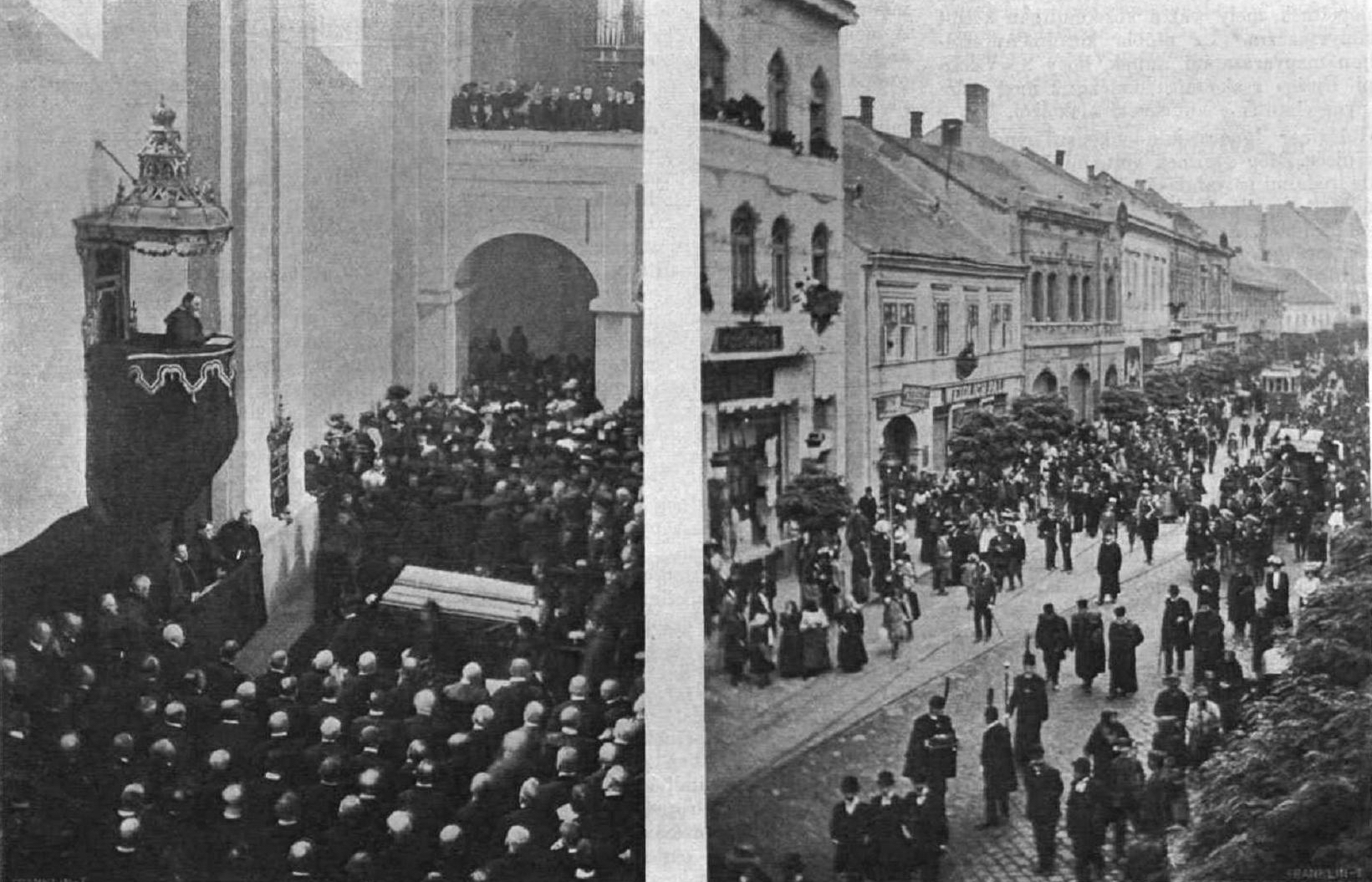
A püspök temetése

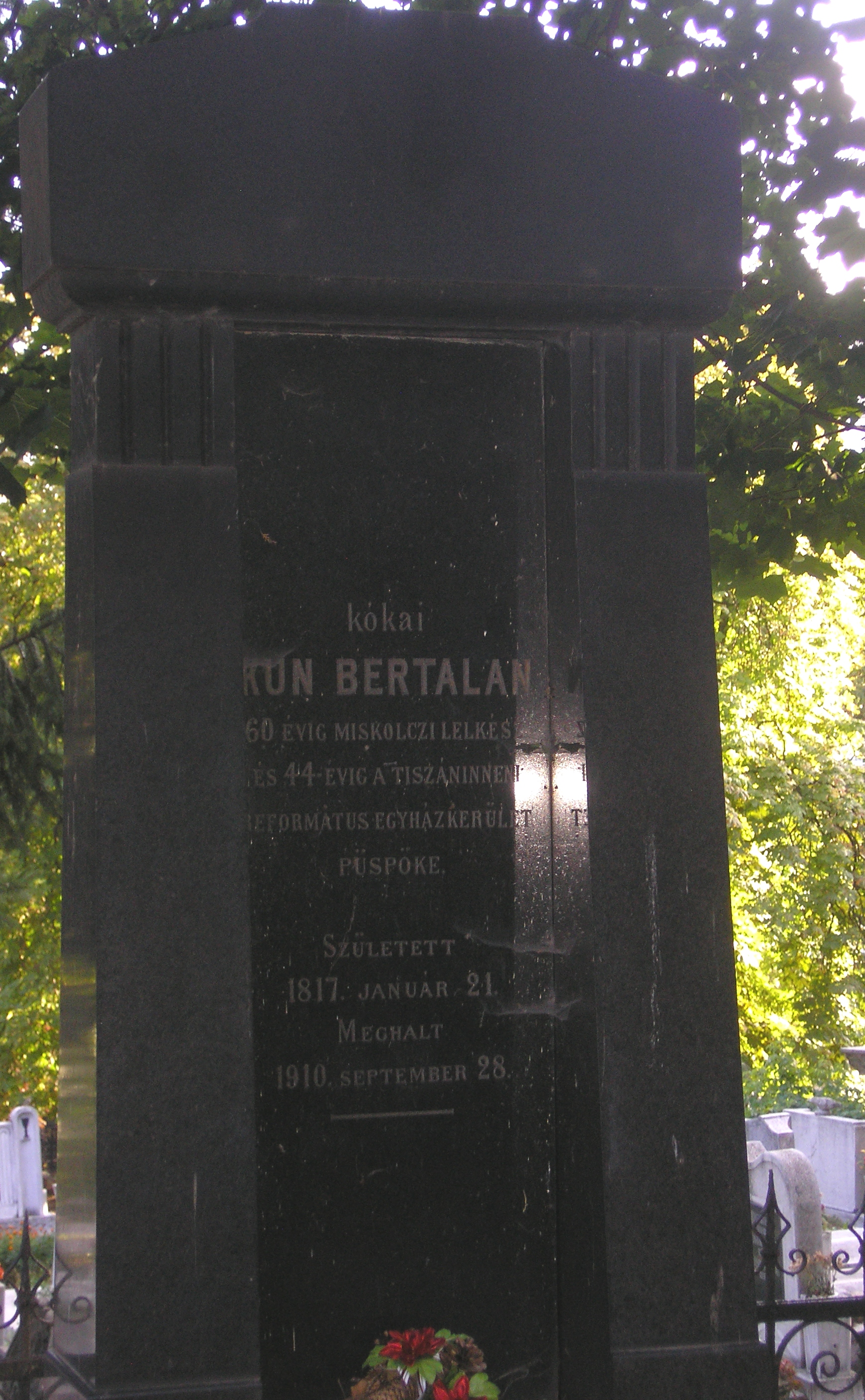
Sírja a miskolci Deszka temetőben

Kókai Kun Bertalan (néhol Kun vagy Kókai-Kun, Felsőnyárád, 1817. január 21. – Debrecen, 1910. szeptember 28.) református lelkész, a Tiszáninneni református egyházkerület püspöke 1866-tól haláláig. Az egyetemes konvent egyházi elnöke (1884–1910), a Miskolci Nemzeti Színház igazgatósági tagja.

## Családja
Kun Pál (1781–1857) és Hézser Katalin (1790–1868) fia. Testvére Kun Tamás, megyei és törvényszéki orvos, a közegészségügyi tanács tagja volt (meghalt Miskolcon, 1894-ben). Másik öccse, Kun Pál a Miskolci Református főgimnázium tanára volt (meghalt 1896-ban, 71 évesen Miskolcon)
1844-ben nősült először, felesége Szunyoghy Mária lett, tőle született 4 gyermeke: Kun Béla, aki jogász volt, Mária, Gyura Adolfné (†1906,) Erzsébet lánya 15 évesen, 1873-ban a himlő áldozata lett. és Bertalan.
Első nejének halála után még kétszer házasodott meg, először Láczy Szabó Zsuzsannát, majd Galambosi Herke Johannát, Giovannini Rudolf, miskolci cukrász özvegyét vette feleségül, akivel 22 évig élt házasságban.

## Életrajza
Elemi iskoláit szülőhelyén végezte, ezután egy évig Beregszászon tanult, majd 1824-től Miskolcon folytatta a tanulmányait, hol később köztanító lett (mely a megszokott egy év helyett két évig volt). 1836-ban Sárospatakon kezdett hittudományt tanulni, melyet három év múlva fejezett be. Ezután az iglói lelkész (Pákh Mihály, a későbbi szuperintenens) mellett töltött fél évet a német nyelv elsajátítása végett. 1839-től magántanárként működött Krasznokvajdán Szentimrey Gábor királyi tanácsos gyermekei mellett.
1842-ben tette le a papi vizsgát; először Szászfán lett segédlelkész, majd a gagybátori papi hivatalt foglalta el. 1843-tól ausztriai és németországi hittudományi körútra ment (Bécs, Lipcse, Halle, Berlin), ahonnét 1844-ben tért haza. 
Az abaúji református egyházmegye aljegyzője lett 1845-ben. 1849-ben a miskolci egyházközség választotta lelkészévé, mely hivatalát 1850 tavaszán foglalta el. Egyházkerületének 1857-ben az aljegyzője, majd miután az addigi főjegyzőt, Zsarnay Lajost püspökké nevezték ki, 1860-ban Kun vette át helyét. 1866-ban a püspökévé (szuperintendense) választották meg, Hegedűs László alsózempléni esperessel szemben. Beiktatására Visnyón, 1860. augusztus 30-án került sor, az egyházkerületi gyűlés alkalmával egyházi tisztségénél fogva a főrendiház tagjává vált. 1870-ben királyi tanácsosi címet kapott, 1892-ben pedig szolgálatai elismeréséül a Lipót-rend középkeresztjét kapta meg. Egyházi hivatalát és főrendiházi tagságát 1910-ben bekövetkezett haláláig megtartotta. Szintén ebben az évben lett Miskolc díszpolgára. A miskolci díszpolgári díszoklevél indoklása: 

"Őszinte elismerését kívánja ezzel nyújtani azoknak az érdemeknek, melyeket városunkban eltöltött 60 éves lelkipásztorkodása, 44 éves püspöksége ideje alatt városunk köz és társadalmi életében szerzett, fáradozva szüntelenül a közerkölcsök javításán, ápolva a nemes érzelmeket; ezen cselekedetünkkel is bizonyságot kívánván tenni arról, hogy a magyar református patriarchai kortelért(sic!) főpásztorát Miskolcz város polgárai felekezeti különbség nélkül büszkén vallják e város nagyra becsült közszeretettel övezett polgárának."
Főpásztorságának elveit 1866-os körlevelében adta közre, melyben az öntudatos hitélet fejlesztését és tökéletesítését nevezi meg fő célul; minden háznál legyen biblia és minden egyháznak legyen elemi iskolája. Ennek megfelelően a vallásos nevelésre fordított legnagyobb hangsúly működése során. A Sárospataki Református Főiskola és a Rimaszombati gimnázium főgondnoka volt, gagybátori lelkészként bevezette a kényszeriskolázást, rendszeresen részt vett a gimnáziumi és népiskolai vizsgálatokon. Nagy része volt a miskolci leánynevelő intézet felvirágoztatásában.
Halálának 100 évfordulója alkalmából, 2010. október 24-én megemlékezést tartottak a felsőnyárádi református templomban.

Sírja a Miskolci Deszka temetőben található. A sír 2012-ben vandalizmus áldozatává esett, a síremléket körülvevő kovácsoltvas-kerítést szétfeszítették, letörték.

## Munkái
A Protestáns egyházi és iskolai lap termékeny írója, ki főleg egyházjogi és liturgiai témájú cikkeket írt. A mezőcsáti papavató gyűlésen 1859-ben elmondott hitszónoklata Egyetemes papság címmel jelent meg. Az 1840-es évek elején színműveket is írt: A kényúr, Pajkos diákok, melyek kéziratban maradtak. A társalkodó című lapban jelentek meg versei, melyek Bajza hatását tükrözték. Erdélyi Jánoshoz írt levelei (Miskolc 1858. január 3., 19. és február 22.) is fennmaradtak (Erdélyi Pál birtokában az Erdélyi-Tárban.)
1. Viszhang a vegyes házasságok ügyében. Lipcse, 1844. (Névtelenül), amelyben a katolikus egyház vegyes házasságot elutasító állásfoglalását bírálta.[21]
2. A keresztyén pap. Jellemrajza a papi hivatásnak, egyházi beköszöntő... Gagy-Bátorban 1842. tavaszhó 10. (Sárospatak, 1842)
3. Egyházi szónoklattan. Használható minden hitfelekezetű, különösen protestáns lelkészek által. (Miskolc, 1855. (Ismerteti Pesti Napló 1855. II: 131. sz.).
4. Halotti emlék Jakabfalvy András felett. (Miskolc, 1859)
5. Mi örökíti s teszi áldottá köztünk a nagy emberek emlékezetét? Egyházi beszéd, melyet néh. gr. Széchenyi Istvánnak, a legnagyobb magyarnak gyász-ünnepe alkalmával a miskolczi helv. hitvallásuak avasi templomában 1860. ápr. 22. napján elmondott. (Miskolc, 1860)
6. Gyászhangok néhai Piskóty Jánosné, szül. Bató Eszter asszony felett. (Miskolc, 1861)
7. Az egyetemes papság egyházi beszédben. (Pest, 1861)
8. Ima, és egyházi beszéd a Bató Eszter harang felavatásakor. (Miskolc, 1866; Misley Károly beszédével együtt.)
9. Emléklapok id. b. Vay Miklós félszázados egyházi hivataloskodásának Miskolczon végbement örömünnepélye alkalmából. (Szerkesztette Szinyei Gerzson, Sárospatak, 1873. (K. beszéde, többek beszédeivel együtt.)
10. Halotti beszédek és imák mélt. id. Szathmáry Király Pál úr felett. (Budapest, 1879; K. beszéde többek beszédeivel.)